# Peter Becker (Politiker, 1804)
Johann Peter Becker (* 3. Juni 1804 in Nieder-Ohmen; † 26. Februar 1884 in Gießen) war ein deutscher Politiker und ehemaliger Abgeordneter der 2. Kammer der Landstände des Großherzogtums Hessen.
Peter Becker war der Sohn des Beigeordneten Johann Becker und seiner Frau Anna Barbara geborene König. In erster Ehe heiratete Peter Becker am 8. Juni 1829 Elise geborene Pfersdorf (1804–1839). Nach ihrem Tod heiratete er in zweiter Ehe am 28. Oktober 1839 Christiane Louise Auguste geborene Wüst. Beruflich arbeitete Peter Becker als Schreibgehilfe, bevor er 1829 Distrikteinnehmer in Ortenberg (ab 1861 in Gießen II) wurde. 1867 wurde er Rendant und 1878 pensioniert.
In der 9. und 10. Wahlperiode (1841–1841) war Peter Becker Abgeordneter der zweiten Kammer der Landstände des Großherzogtums Hessen. In den Landständen vertrat er den Wahlbezirk Oberhessen 13 / Gedern-Ortenberg.